# 거제중학교 축구부
거제중학교 축구부는 경상남도 거제시에 위치한 거제중학교의 축구부이다. 거제중학교가 운영하는 축구부로 1996년에 창단하였다.

## 같이 보기
- 거제중학교